# Twin Peaks (album)
| Recensione              | Giudizio    |
| ----------------------- | ----------- |
| AllMusic                | [ 1 ]       |
| Sputnikmusic            | 3.3 (Great) |
| Dizionario del Pop-Rock | [ 3 ]       |
| 24.000 dischi           | [ 4 ]       |

Twin Peaks è un doppio album discografico Live del gruppo musicale rock statunitense Mountain, pubblicato dalla casa discografica Columbia/Windfalle Records nel febbraio del 1974.
Dopo un primo scioglimento della band, avvenuta nel febbraio del 1972, la band fu riformata circa due anni dopo (agosto 1973) con a capo sempre i due membri storici (Leslie West e Felix Pappalardi) che ingaggiano il tastierista e chitarrista Bob Mann ed il batterista Alan Schwartzberg.
L'album si classificò al centoquarantaduesimo posto (30 marzo 1974) della classifica Billboard 200.

## Tracce
Lato A
1. Never in My Life – 4:15 (Leslie West, Felix Pappalardi, Gail Collins, Corky Laing)
2. Theme for an Imaginary Western – 4:59 (Jack Bruce, Pete Brown)
3. Blood of the Sun – 3:05 (Leslie West, Felix Pappalardi, Gail Collins)
4. Guitar Solo – 5:43 (Leslie West)

Lato B
1. Nantucket Sleigh Ride (Part I) – 16:19 (Felix Pappalardi, Gail Collins)

Lato C
1. Nantucket Sleigh Ride (Conclusion) – 16:14 (Felix Pappalardi, Gail Collins)

Lato D
1. Crossroader – 5:58 (Felix Pappalardi, Gail Collins)
2. Mississippi Queen – 4:15 (Leslie West, Corky Laing, Felix Pappalardi, David Rea)
3. Silver Paper – 6:15 (Leslie West, Felix Pappalardi, Gail Collins, George Gardos, Steve Knight, Corky Laing)
4. Roll Over Beethoven – 2:25 (Chuck Berry)

## Formazione
- Leslie West - chitarra, voce
- Felix Pappalardi - basso, voce
- Bob Mann - chitarra, tastiere
- Alan Schwartzberg - batteria

Note aggiuntive
- Felix Pappalardi - produttore (per la Windfall Music Enterprises, Inc.), direzione musicale
- Registrato dal vivo al Osaka Koseinenkin Hall il 30 agosto 1973 a Osaka (Giappone)
- Tomoo Suzuki - ingegnere delle registrazioni
- S.C.I. - assistenti ingegnere delle registrazioni
- Keiichi Nishiki - direttore di produzione CBS / Sony
- Gail Collins - illustrazione copertina album
- Hirohisa Ohkawa - fotografie copertina album[9]